# Bremervörde
Bremervörde là một thị xã ở phía bắc huyện Rotenburg, bang Niedersachsen, Đức. Đô thị này có diện tích 150,17 km². Đô thị này nằm bên sông Oste gần giữa tam giác. Đô thị Bremervörde gồm thị xã Bremervörde và các làng Bevern, Elm, Hesedorf, Hönau-Lindorf, Nieder Ochtenhausen, Iselersheim, Mehedorf, Minstedt, Ostendorf, Plönjeshausen và Spreckens.